# باماتولول
باماتولول وهو أحد حاصرات المستقبل بيتا الودي.